# Strelasund
Le Strelasund est un bras de mer de la mer Baltique situé au nord de la côte allemande dans le land de Mecklembourg-Poméranie-Occidentale. Il sépare l'île de Rügen du continent.
Il est traversé par un pont routier et un pont ferroviaire appelé le pont de Rügen (en) au niveau de la ville de Stralsund.
Il possède une orientation nord-ouest-sud-est depuis la baie de Kubitzer (en) vers la baie de Greifswald. Il ne dépasse jamais 3 km de large pour une longueur de 25 km.
Sa seule île est celle de Dänholm juste devant Stralsund. Elle supporte une partie du pont de Rügen.
Sur le côté de Rügen, la rive est, en de nombreux endroits escarpée, bien que possédant des rives plus basses avec des roselières dans certains endroits. Sur la partie continentale, toutefois, les rives sont très plates
Le Strelasund a été le site de deux batailles. La première en 1362 et la seconde en 1369. Toutes deux ont vu s'affronter le roi danois Valdemar IV et la ligue hanséatique. Les différends entre les deux parties ont été réglés par le traité de Stralsund en 1370.